# Matt Light

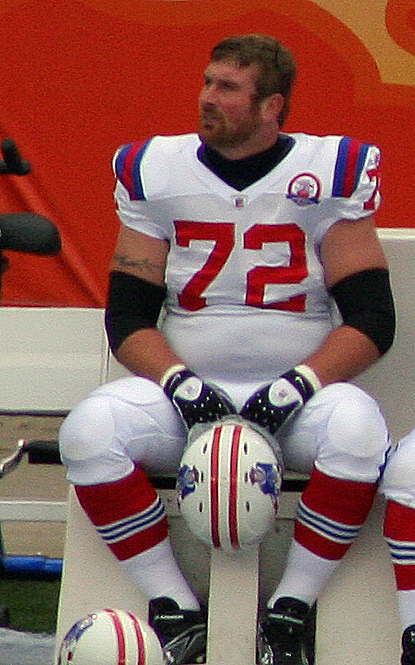
Matt Light em 2009

Matthew Charles Light (23 de junho de 1978, Greenville, Ohio) foi um jogador profissional de futebol americano estadunidense que atuou como offensive tackle pelo New England Patriots na National Football League, entre 2001 e 2011. Ele fez parte do time que foi campeão do Super Bowl três vezes (edições XXXVI, XXXVIII, XXXIX).